# Коритнюк Раїса Сергіївна
Коритнюк Раїса Сергіївна (Народилася 1 липня 1940 року, м. Умані Черкаської обл.) — науковець у галузі фармації, педагог, доктор фармацевтичних наук (1992), професор (1993), заслужений працівник фармації України (2018), академік Міжнародної академії інформатизації при ООН (1995), завідувач кафедри фармацевтичної технології та біофармації Національної медичної академії післядипломної освіти імені П. Л. Шупика з 1994 по 2009 р.

## Напрямок наукових досліджень
розробка науково обґрунтованої технології лікарських препаратів для парентерального застосування

## Освіта
Закінчила Запорізький фармацевтичний інститут
(1962)

## Кар'єра
хімік-аналітик, заступник завідувача, завідувач аптеки № 36 м. Києва (1962—1965); відповідальний секретар «Фармацевтичного журналу» (1965—1967); аспірант (1967), асистент (1970), доцент (1975), професор (1993), завідувач (1994—2009), професор (з 2009) кафедри фармацевтичної технології й біофармації НМАПО ім. П. Л. Шупика.

## Наукові здобутки
автор близько 300 наукових і навчально-методичних праць, з них 2 монографії, 1 навчальний посібник, 13 патентів, 15 методичних рекомендацій. Підготувала 1 доктора та 8 кандидатів наук.

## Громадська та наукова діяльність
1. Член редакційних колегій і редакційних рад періодичних видань:
- Науково-практичний журнал «Фармацевтичний журнал»  [Архівовано 28 грудня 2011 у Wayback Machine.]
- Науковий журнал «Фармацевтичний часопис»  [Архівовано 17 листопада 2011 у Wayback Machine.]

2. Член Спеціалізованих Вчених рад по захисту дисертацій здобуття наукового ступеня доктора фармацевтичних наук за спеціальністю 15.00.01- технологія ліків, організація фармацевтичної справи та судова фармація:
- Д 26.613.04 при Національній медичній академії післядипломної освіти ім. П. Л. Шупика (м. Київ)
- при Українській військово-медичній академії (одноразові захисти) (м. Київ)

## Основні праці
- Корытнюк Раиса Сергеевна. Исследование и разработка технологии кровезамещающих растворов полиионного состава с энергетическими субстратами: Дис…д-ра фармац. наук в форме науч. доклада: 15.00.01 / Харьковский гос. фармацевтический ин-т. — Х., 1992. — 47л. — Библиогр.: л. 42-47.
- Вплив технологічних факторів на стабільність розчину для перитонеального

діалізу / Н. І. Гудзь, Р. С. Коритнюк, В. М. Мусянович, І. В. Кучинська // Фармацевтичний журнал. — 2001. — № 1. — С. 71-74
- Вплив режиму стерилізації на стабільність розчину для перитонеального діалізу / Н. І. Гудзь, Р. С. Коритнюк, В. М. Мусянович, І. В. Кучинська, В. С. Гульпа // Фармацевтичний журнал. — 2001. — № 2. — С. 80-84
- Гудзь Н. І., Коритнюк Р. С. Вплив концентрації антиоксиданта і газової фази на стабільність розчину для перитонеального діалізу // Збірник наукових праць співробітників КМАПО ім. П. Л. Шупика. — Київ, 2001. — С.1008-1012
- Фармакологічні дослідження стоматологічних лікарських плівок пролонгованої дії. — К., 2007 (співавт.);
- Біологічні випробування парентерального лікарського засобу «Каглутамагол» // Фармацевтичний часопис. — 2008. — № 1 (5) (співавт.);
- Коритнюк Р. С., Борисенко Т. А. Генна інженерія — минуле, сучасне і майбутнє (повідомлення ІІ). // Фармацевт практик — № 6. — 2008. — С. 14-15.
- Технологічні аспекти та номенклатура інфузійних розчинів // Запор. мед. журн. — 2009. — № 2, Т. 11 (співавт.).